# 55-й окремий полк зв'язку (СРСР)
55-й окремий ордена Червоного Прапора Петроковський полк зв'язку (55 ОПЗ, в/ч 70425) — формування військ зв'язку Радянської армії, що існувало у 1941—1992 роках.
Після розпаду СРСР у 1992 році полк увійшов до складу Збройних сил України як 55-й окремий полк зв'язку.

## Історія
5 липня 1941 року — на базі армійського 675-го окремого батальйону зв'язку було сформовано 55-й окремий полк зв'язку. Пункт формування — селище Козаки Єлецького району Орловської області.
Під час Другої світової війни полк забезпечував зв'язком частини 13-ї Армії.
30 жовтня 1941 року — на основі залишків 55-го окремого полку зв'язку та 177-го окремого батальйону зв'язку було остаточно сформовано 55-й окремий полк зв'язку. Перший командир — капітан Груша Йосип Іванович.
З січня 1943 року — зв'язківці 55-го полку забезпечували управління частинами при проведенні Касторненської операції та в ході оборонних боїв на Курській дузі.
6 серпня 1943 року — Наказом Верховного Головнокомандувача Збройних Сил СРСР полку було вручено Бойовий Червоний прапор.
Лютий 1944 року — полк брав участь в Рівненсько-Луцькій наступальній операції та звільненні міста Рівне.
9 серпня 1944 року — Указом Президії Верховної Ради СРСР за проявлену мужність та зразкове виконання бойових завдань командування в боях на Львівському напрямку 55-й полк нагороджено орденом Червоного Прапора.
19 лютого 1945 року — за визволення міста Петроків (Польща) — полку було присвоєно почесне найменування «Петроківський».
8 серпня 1945 року — після закінчення війни полк прибув у пункт постійної дислокації — місто Рівне.
У післявоєнні роки особовий склад 55-го окремого полку зв'язку виконував свої завдання за призначенням під час аварії на Чорнобильській АЕС та під час проходження служби в республіці Афганістан.
Після розпаду СРСР у 1992 році полк увійшов до складу Збройних сил України як 55-й окремий полк зв'язку.

## Командири
- (1941) капітан Груша Йосип Іванович
- Лажинцев Іван Григорович (1942—1947)
- Циров Семен Федорович (1948—1949)
- Малиш Іван Кузьмич (1949—1950)
- Ткаченко Іван Леонтійович (1950—1951)
- Бондарєв Григорій Миколайович (1951—1957)
- Фадєєв Сергій Федорович (1957)
- Саввич-Демянюк Павло Іванович (1957—1966)
- Козир Микола Васильович (1966—1968)
- Семенов Степан Якович (1968—1970)
- Бєлих Анатолій Іванович (1970—1974)
- Воронін Євген Григорович (1974—1976)
- Ковальов Микола Павлович (1976—1980)
- Мордвинов Володимир Васильович (1980—1982)
- Корендюк Едуард Георгійович (1982—1983)
- Кривенко Генадій Андрійович (1983—1984)
- Мартиросян Вілен Арутюнович (1984—1992)

## Нагороди
- Почесне найменування «Петроківський».
- Орден «За трудові досягнення» 4 ступеня.